# (36182) Montigiani
(36182) Montigiani (1999 TY12) – planetoida z pasa głównego asteroid okrążająca Słońce w ciągu 7,93 lat w średniej odległości 3,98 j.a. Odkryta 10 października 1999 roku.